# Catherine Rouvel
Catherine Rouvel, nata Catherine Vitale (Marsiglia, 31 agosto 1939), è un'attrice francese.

## Biografia
A quattordici anni lasciò gli studi di danza preferendo intraprendere la carriera di attrice. Entrata all'Institut cinématographique de Marseille, fece i suoi primi passi recitando in opere di Molière. Insieme a Marie-France Boyer, tra gli altri, fondò la compagnia quotidiana del Théâtre. 
A metà degli anni cinquanta, ancora adolescente, iniziò la sua carriera cinematografica interpretando una piccola parte in Honoré de Marseille (1956), una commedia che aveva come protagonista Fernandel. Nel 1959 apparve in Picnic alla francese di Jean Renoir, interpretando la giovanissima Nenette, ingenua e sensuale, ruolo che lanciò la sua carriera. Nel 1963 fu nel cast di Landru di Claude Chabrol.
Nel 1970 girò Il fascino sottile della perversione di Jean Valère, con Jacques Brel e Françoise Prévost. Nello stesso anno, a fianco di Alain Delon e Jean-Paul Belmondo fu Lola, la donna dei due gangster marsigliesi protagonisti di Borsalino, e sempre Lola nel sequel con il solo Alain Delon. Nel 1971 recitò nel film La Cavale di Michel Mitrani, con Olimpia Carlisi e Miou-Miou. Ottenne ruoli importanti anche in televisione, in particolare interpretando l'intrigante Béatrice d'Hirson nella miniserie Les Rois maudits. Nel 2003 le venne assegnato il premio alla carriera Reconnaissance de cinéphiles, da parte dell'associazione Souvenance de cinéphiles.

## Vita privata
Sposatasi nel 1958 con un professore di lettere, ha un figlio, Renaud, nato nel 1960.

## Filmografia
- Honoré de Marseille, regia di Maurice Régamey (1956)
- Picnic alla francese (Le Déjeuner sur l'herbe), regia di Jean Renoir (1959)
- Landru, regia di Claude Chabrol (1963)
- Pelle d'oca (Chair de poule), regia di Julien Duvivier (1963)
- Bikini pericolosi (Le Roi du village), regia di Henri Gruel (1963)
- Il gioco degli innamorati (Les amoureux du France), regia di Pierre Grimblat e François Reichenbach (1964)
- La dolce pelle di Yvonne (Les Pas perdus), regia di Jacques Robin (1964)
- Benjamin ovvero le avventure di un adolescente (Benjamin ou Les mémoires d'un puceau), regia di Michel Deville (1968)
- Evviva la libertà (Mr. Freedom), regia di William Klein (1969)
- Borsalino, regia di Jacques Deray (1970)
- All'ombra del delitto (La Rupture), regia di Claude Chabrol (1970)
- Il fascino sottile della perversione (Mont-Dragon), regia di Jean Valère (1970)
- Inchiesta su un delitto della polizia (Les Assassins de l'ordre), regia di Marcel Carné (1971)
- Si j'étais vous, regia di Ange Casta (1971)
- Contratto marsigliese (The Marseille Contract), regia di Robert Parrish (1974)
- Borsalino and Co., regia di Jacques Deray (1974)
- Bianco e nero a colori (La Victoire en chantant), regia di Jean-Jacques Annaud (1976)
- Tenere cugine (Tendres Cousines), regia di David Hamilton (1980)
- Tenero e violento (Le Solitaire), regia di Jacques Deray (1987)
- Chi lo sa? (Va savoir), regia di Jacques Rivette (2001)
- I re e la regina (Rois et reine), regia di Arnaud Desplechin (2004)

## Doppiatrici italiane
- Serena Verdirosi in Contratto marsigliese
- Franca Lumachi in Tenere cugine
- Aurora Cancian in I re e la regina